# Herbert Hübner
Pour les articles homonymes, voir Hübner.
Herbert Richard Eberhard Hermann Hübner (né le 6 février 1889 à Breslau, mort le 27 janvier 1972 à Munich) est un acteur allemand.

## Biographie
Il reçoit des cours de théâtre d'Otto Gerlach et débute sur scène en 1907 au théâtre de Heidelberg dans Der Menonit de Ernst von Wildenbruch. Il joue ensuite à Alzey et au théâtre de Düsseldorf. Il fait de la mise en scène à Nüremberg et surtout Vienne. Il est soldat durant toute la Première Guerre mondiale.
En 1919, il fait une tournée en Haute-Silésie puis est engagé jusqu'en 1925 au Alte Theater de Leipzig. De 1925 à 1929, il fait partie de l'ensemble du Thalia Theater à Hambourg. Max Reinhardt l'engage pour le Theater in der Josefstadt à Vienne. En 1935, il s'installe à Berlin et joue au Großes Schauspielhaus, au Renaissance-Theater, au Theater am Kurfürstendamm, au Hebbel-Theater (de) ou au Schillertheater dans des grands rôles du théâtre classique.
Dans les années 1950, il devient membre du Kammerspiele de Munich. Il fait alors des tournées en Grande-Bretagne, en France et aux Pays-Bas.
Au cinéma, il incarne généralement des hommes puissants, influents comme de la haute noblesse, la bourgeoisie ou de l'administration. Ainsi il est Karl Rudolf Brommy (de) dans le film de propagande Geheimakte W.B.1. À cette période, il interprète la caricature du Juif comme dans Robert und Bertram, En selle pour l'Allemagne (...reitet für Deutschland) ou Wien 1910.
Après la guerre, il travaille pour la DEFA puis en Allemagne de l'Ouest dès 1950.

## Filmographie
| - 1921: Seines Bruders Leibeigener - 1923: Die Spitzenklöpplerin von Valenciennes - 1924: Egoisten - 1931: Tempête dans un verre d'eau - 1932: Der Prinz von Arkadien - 1933: Reifende Jugend - 1934: Ein Stern fällt vom Himmel - 1934: Karneval und Liebe - 1934: Haute École (Hohe Schule) - 1934: Csibi, der Fratz - 1934: Parade de printemps - 1934: Lockspitzel Asew - 1935: Der Kosak und die Nachtigall - 1935: Les Vaincus - 1935: Mädchenjahre einer Königin - 1936: Die letzte Fahrt der Santa Margareta - 1936: Der Kurier des Zaren - 1936: Ave Maria - 1936: Moral - 1936: Ein Lied klagt an - 1936: Du même titre - 1936: Diener lassen bitten - 1937: Romanze - 1937: Un ennemi du peuple - 1937: Alarm in Peking (de) - 1937: Crépuscule - 1937: Le Capitaine de Florence (Condottieri) - 1937: Paramatta, bagne de femmes - 1937: Andere Welt - 1938: Les Gens du voyage - 1938: Was tun, Sybille? - 1938: Rote Orchideen (de) - 1938: Sergent Berry (de) - 1938: Marajo, la lutte sans merci (de) - 1938 : Pieux mensonge ou Mensonge de mère (Die fromme Lüge ) de Nunzio Malasomma - 1938: Dreizehn Mann und eine Kanone - 1939: Ich verweigere die Aussage - 1939: Hotel Sacher (de) - 1939: Robert und Bertram - 1939: Wir tanzen um die Welt - 1939: Wer küßt Madeleine? - 1939: Kitty et la conférence mondiale - 1939: Der Weg zu Isabel - 1939: Ein Mann auf Abwegen - 1939: Kriminalkommissar Eyck - 1939: Fahrt ins Leben - 1940: Les Rothschilds - 1940: Trenck, der Pandur (de) - 1940: Friedrich Schiller - Le triomphe d'un génie - 1940: Marie Stuart - 1940: Cora Terry (de) - 1941: L'Heure des adieux (en) - 1941: Kameraden - 1941: Carl Peters - 1941: Le Chemin de la liberté - 1941 : En selle pour l'Allemagne (...reitet für Deutschland) - 1941 : La Belle Diplomate (Frauen sind doch bessere Diplomaten) de Georg Jacoby - 1941: Geheimakte W.B.1 - 1942: Le Grand Roi - 1942: Wien 1910 - 1942: Andreas Schlüter - 1942: Die Entlassung - 1942: Der Ochsenkrieg - 1942: Himmel, wir erben ein Schloß | - 1942: Johann - 1943: Le Foyer perdu - 1943: Paracelse - 1943: Le Roi du cirque - 1943: Wildvogel - 1943: Um neun kommt Harald - 1944: Der große Preis - 1944: Les Aiglons (Junge Adler) - 1944: Der stumme Gast - 1944: Das fremde Leben - 1945 : Wo ist Herr Belling? d'Erich Engel - 1945: Das Leben geht weiter - 1948: L'Affaire Blum - 1948: Ballade berlinoise - 1948: Danke, es geht mir gut - 1949: Ruf an das Gewissen (de) - 1949: Les Quadrilles multicolores - 1949: Die blauen Schwerter (de) - 1950: Semmelweis – Retter der Mütter (de) - 1950: Mathilde Möhring - 1950: C'est arrivé un jour - 1950 : Le baiser n'est pas un péché de Hubert Marischka - 1951: Die Schuld des Dr. Homma - 1951: Das unmögliche Mädchen - 1952: Der große Zapfenstreich (de) - 1952: Illusion in Moll - 1952: J'ai perdu mon cœur à Heidelberg - 1953: Vati macht Dummheiten - 1953: Son Altesse Royale (Königliche Hoheit) - 1953: Prisonnière du Maharadjah - 1954: Le Tigre de Colombo - 1954: Die kleine Stadt will schlafen gehen - 1954: Le Diable noir - 1953: Staatsanwältin Corda - 1954: Ein Mädchen aus Paris - 1954: Die sieben Kleider der Katrin - 1954: Heideschulmeister Uwe Karsten - 1955: Louis II de Bavière - 1955: La Princesse et le capitaine - 1955: Meine 16 Söhne - 1955: Zwei Herzen und ein Thron - 1955: San Salvatore (de) - 1955: Ein Mann vergißt die Liebe - 1955: Der Frontgockel - 1955: Eine Frau genügt nicht - 1955: Die Frau des Botschafters - 1956: Tausend Melodien - 1956: Liane la sauvageonne - 1956: Manöverball - 1956: Kleiner Mann – ganz groß (de) - 1957: Le Troisième Sexe - 1957: Les Fredaines du capitaine (de) - 1957: L'Auberge du Spessart - 1958: L'Étau - 1958: Besuch aus der Zone (TV) - 1959: Mandolinen und Mondschein (de) - 1960: Les Chacals meurent à l'aube - 1960: Quand les fantômes s'amusent (Das Spukschloß im Spessart) - 1961: Die Journalisten (TV) - 1961: Isola Bella (de) - 1962: L'Irrésistible Célibataire - 1965: Paris muss brennen! (TV) - 1965: Hélène l'hypocrite (Die fromme Helene) d'Axel von Ambesser |